# Ауэрсвальд, Ганс фон
Ганс Адольф Эрдман фон Ауэрсвальд (нем. Hans Adolf Erdmann von Auerswald; 19 октября 1792, Мариенвердер — 18 сентября 1848, Франкфурт-на-Майне) — прусский генерал-майор; представитель древнего немецкого дворянского рода, первое известное упоминание о котором датируется 1263 годом.

## Биография
Ганс Адольф фон Ауэрсвальд происходил из мейсенского дворянского рода и родился в семье Ганса Якова фон Ауэрсвальда в Пруссии (ныне город Квидзын, Польша). Старший ребёнок в семье.
В январе 1813 года поступил из Кенигсбергского университета волонтером в прусские войска, участвовал в сражениях при Грос-Бэрене, Денневице, Лейпциге и в походе в Голландию.
В 1815 году, после сражения при Ватерлоо, поступил адъютантом к фельдмаршалу Бюлову, а в 1818 году перешёл в генеральный штаб, где в 1831 году был произведен в майоры.
В 1841 году фон Ауэрсвальд был назначен полковником 1-го драгунского полка, а в 1846 году получил в командование 12-ю кавалерийскую бригаду в Найсе, в 1848 году назначен командующим 11-й кавалерийской бригадой в Бреслау. В 1848 году произведён в генерал-майоры.
Назначенный в 1848 году членом германского национального собрания, он занимался там, преимущественно, военными вопросами. По образу своих мыслей он принадлежал в этом собрании к правому центру.
Ганс Адольф фон Ауэрсвальд погиб 18 сентября 1848 года: во время уличных боёв во Франкфурте на Майне, поджидавший гессенские войска, он выехал вместе с князем Лихновским за городские ворота, встретился там с толпой мятежников и был убит наповал выстрелом из пистолета.

## Награды
Королевства Пруссия:
- Железный крест 2-го класса на чёрной ленте (1814)[3]
- Крест за выслугу лет[нем.] (1835)
- Орден Святого Иоанна, почётный рыцарь (1836, Ehrenritter)[4]
- Орден Красного орла 4-го класса (1840)[5]
- Орден Красного орла 3-го класса с бантом (1844)[6]

Российской империи:
- Орден Святого Владимира 4-й степени с бантом
- Орден Святой Анны 2-й степени с императорской короной (6 октября 1835)[7]